# Nuova Speranza
Nuova Speranza (in ebraico: תקווה חדשה, Tikvah Hadasha), ufficialmente noto come Nuova Speranza - La Destra di Unità Nazionale (in ebraico: תקווה חדשה הימין הממלכתי, Tikvah Hadasha HaYamin HaMamlakhti) è un partito politico israeliano di centrodestra e destra, di carattere nazional-liberale, fondato da Gideon Sa'ar.

## Storia

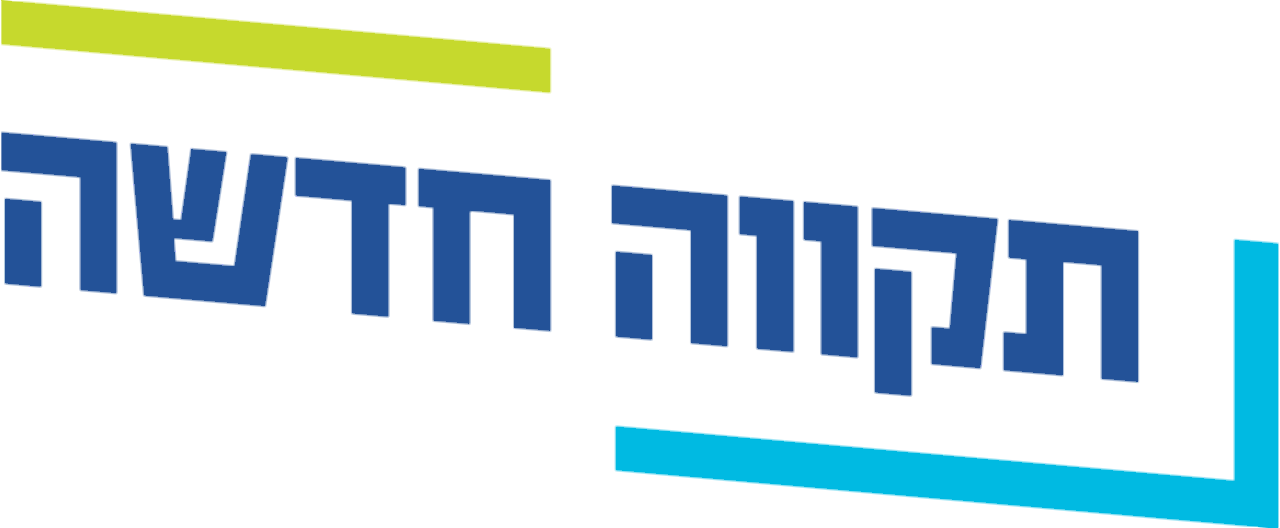
Logo del partito adottato tra il 2020 ed il 2024

Il partito viene fondato l'8 dicembre 2020 dall'ex ministro e parlamentare del Likud Gideon Sa'ar, che si dimette subito dopo dalla Knesset. Lo stesso giorno i due parlamentari Yoaz Hendel e Zvi Hauser di Derekh Eretz annunciano che vi aderiranno, seguiti dalla ex leader di Kulanu Yifat Shasha-Biton e da vari altri membri del Likud.

## Leader
- Gideon Sa'ar (2020-)

## Risultati elettorali
| Elezione | Leader       | Voti              | %                 | Seggi   | +/- |
| -------- | ------------ | ----------------- | ----------------- | ------- | --- |
| 2021     | Gideon Sa'ar | 209.161           | 4,74              | 6 / 120 | -   |
| 2022     | Gideon Sa'ar | In Campo di Stato | In Campo di Stato | 4 / 120 | 2   |